# Єдина Європа (монумент)
Монумент «Єдина Європа» — монумент єдиній Європі у Миколаєві.
Відкритий 17 жовтня 2010 р. у Сквері Ради Європи на вулиці Садовій.
Відкриття монументу відбулося завдяки лідеру політичної партії «Фронт Змін» Арсенія Яценюка, який у 2009 році, при відкритті скверу на 220-річчя міста Миколаєва, пообіцяв містянам встановити подібний монумент.

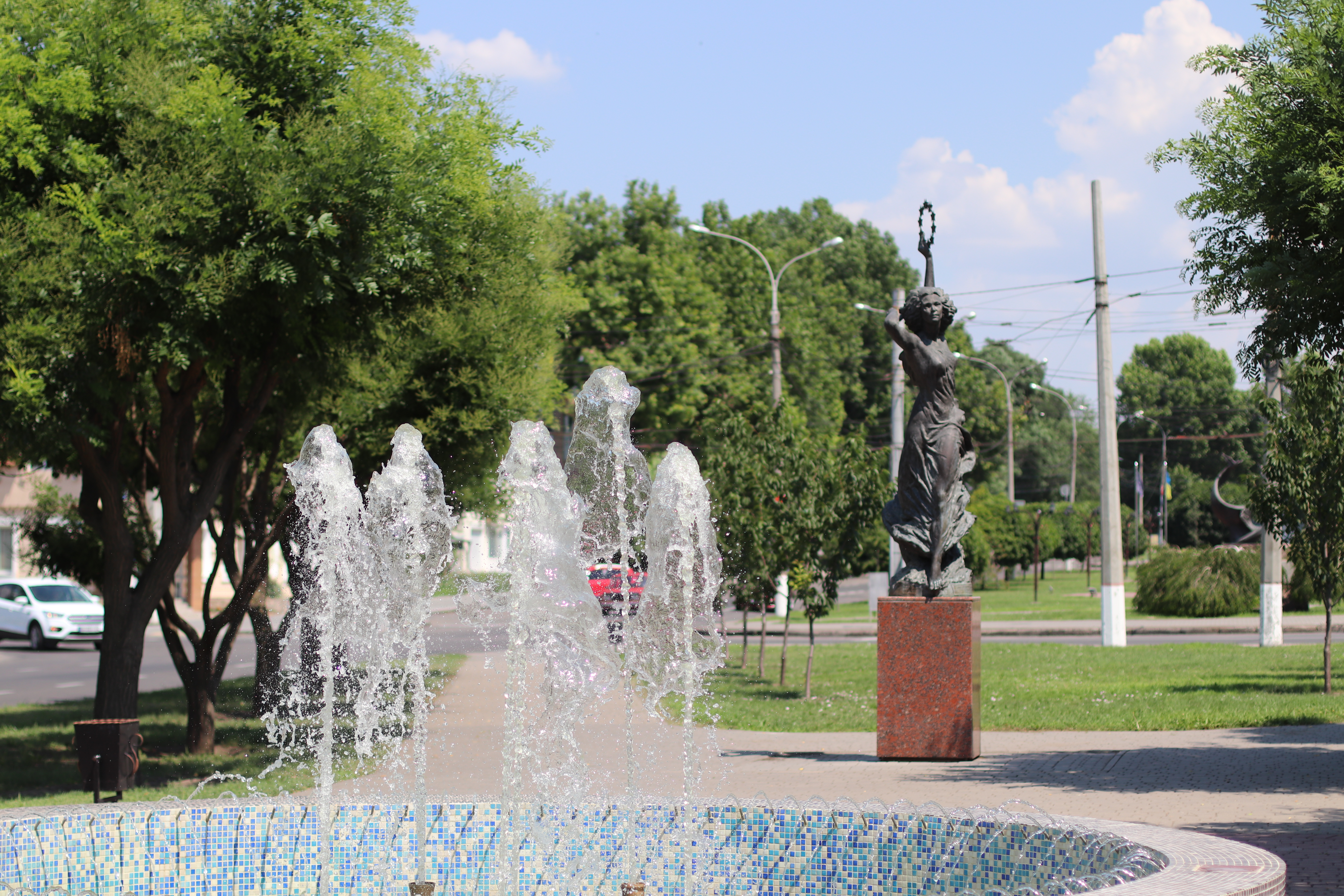

Автори пам'ятника — скульптор Володимир Цісарик у співавторстві із заслуженим художником України Сергієм Івановим. Проект робився приблизно два місяці і був затверджений Арсенієм Яценюком, скульптура готувалася у Львові і була привезена до Миколаєва вже безпосередньо перед установкою. Європу львівські скульптори побачили красивою молодою жінкою. Матеріал: бронза, граніт. Висота — 3 м.